# Щербатенко Петро Петрович
Петро Петрович Щербатенко (рос. Пётр Петрович Щербатенко; нар. 25 січня 1915, Таганрог, Російська імперія — пом. 16 червня 1978) — радянський футболіст та тренер, виступав на позиції нападника. Майстер спорту СРСР. Заслужений тренер РРФСР (1960).

## Життєпис
Народився в Таганрозі, де розпочав займатися спортом в 6-й залізничній школі. Займався гімнастикою, грав у футбол та гандбол. Будучи учнем ремісничого училища (ФЗУ), грав у футбол за заводську команду заводу ім. Димитрова, а в 1933 році — за команду «Динамо» (Таганрог).
У 1935 переїхав навчатися в Ростов-на-Дону, де виступав за команду «Буревісник», а з весни 1936 року — за ростовську команду «Динамо». Восени 1936 року мобілізований до Червоної Армії. Грав за збірну ПКВО та за команду «Динамо» в чемпіонаті СРСР.
З 1937 року виступає в новоутвореній ростовській команді РоБЧА. У квітні 1938 року команда московських армійців ЦБЧА, повертаючись до Москви з навчально-тренувального збору, зробила вимушену посадку в Ростові, щоб заправити літак пальним. Під час зупинки московські армійці зіграли товариський матч з ростовським, в якому програли ростовчанам з рахунком 1:2. Команда ЦБЧА полетіла в Москву, звідки незабаром прийшла телеграма з наказом відрядити в столичний клуб декількох гравців, серед яких був і Петро Щербатенко.
У першому ж сезоні за столичних армійців Щербатенко став срібним призером чемпіонату країни. За роки виступу в ЦБЧА Петро Щербатенко не раз допомагав команді зайняти призові місця, в тому числі став володарем Кубку СРСР і дворазовим чемпіоном країни.
У 1949 році повернувся в Ростов-на-Дону, де допоміг «Динамо» посісти перше місце в зоні групи «Б». Незабаром «Динамо» розформували, а 1953 році в клас «Б» від Ростова включили «Трактор», який очолив Петро Щербатенко. У рік дебюту ростовці посіли третє місце в зоні, а в 1954 році — друге місце.
У 1957 році очолював команду «Шахтар» з міста Шахти.
У 1958-1961 роках тренував ростовський СКА. Армійці під його керівництвом завоювали путівку у вищу лігу, в якій потім двічі поспіль займали 4-е місце.
Згодом очолював «Трудові резерви» (Кисловодськ), «Шахтар» (Кадиївка), «Торпедо» (Таганрог), «Ростсільмаш», «Іртиш» (Омськ), «Кубань», Автомобіліст (Нальчик).
На знак визнання великих заслуг Петра Щербатенка з ініціативи Ростовської обласної федерації футболу з 1983 року проводяться щорічні турніри. В останні роки цей турнір переведений в ранг зимової першості Ростова.

## Досягнення

### Командні
ЦБЧА (Москва)
- Вища ліга СРСР
  -  Чемпіон (2): 1946, 1947
  -  Срібний призер (2): 1938, 1945
  -  Бронзовий призер (1): 1939

- Кубок СРСР
  -  Володар (1): 1945
  -  Фіналіст (1): 1944